# Castilhon de Savés
Castilhon de Savés (en francès Castillon-Savès) és un municipi francès situat al departament del Gers i a la regió d'Occitània.

## Demografia
| 1962                                       | 1968 | 1975 | 1982 | 1990 | 1999 | 2006 |
| ------------------------------------------ | ---- | ---- | ---- | ---- | ---- | ---- |
| 245                                        | 217  | 160  | 170  | 174  | 206  | 289  |
| Des de 1962: població sense dobles comptes |      |      |      |      |      |      |

## Administració
| Període | Identitat    | Partit        |
| ------- | ------------ | ------------- |
| 2001-   | Jean Lacroix | Divers droite |